# Moleson Creek
Moleson Creek is een dorp aan de Corantijnrivier in de regio East Berbice-Corentyne in Guyana. Het is de plaats van vertrek en aankomst van de veerboot met South Drain in Suriname. Het ligt ten noorden van Orealla Mission en ten zuiden van Corriverton.
Het gebied kent veel landbouw en veeteelt. De meeste inwoners zijn van Indische afkomst. 

## Veerboothaven
Sinds 1998 verbindt de Canawaima-veerboot Moleson Creek met South Drain in Suriname. Dit is de legale verbinding tussen de twee landen. Een illegale, in de praktijk gedoogde overtocht wordt gemaakt met speedboten via Backtrack in Nickerie.
Canawaima Management Company werd in 1998 opgericht door de regeringen van Guyana en Suriname voor het beheer van de veerboot. Het schip MV Canawaima was tussen 2019 en 2021 buiten gebruik. De MV Canawaima vaart op enkele feestdagen na dagelijks en heeft een capaciteit van 24 auto's en ongeveer 200 passagiers.

## Te bouwen brug
Begin jaren 2020 wordt een brug voorbereid van South Drain naar Moleson Creek. Voor de aanbesteding hebben zich Ballast Nedam en vijf Chinese bedrijven gemeld. Volgens het plan gaat het om een tolbrug.
Corriverton · Kasjoe-eiland · Moleson Creek · New Amsterdam · Oreala · Port Mourant · Rose Hall · Sakuru · Wel te Vreeden